# Naintré
Naintré ist eine französische Gemeinde mit 5954 Einwohnern (Stand 1. Januar 2022) im Département Vienne in der Region Nouvelle-Aquitaine; sie gehört zum Arrondissement Châtellerault und zum Kanton Châtellerault-1.

## Vieux Poitiers – Vetus Pictavis
Auf dem Gebiet der Gemeinde Naintré und in der Nähe des Zusammenflusses von Vienne und Clain liegen die Reste der gallo-römischen Siedlung Vieux-Poitiers (Vetus Pictavis) aus der Mitte des 1. Jahrhunderts.
Vetus Pictavis lag in der Nähe des Zusammenflusses von Vienne und Clain an der Straße von Tours nach Poitiers. Die Stadt wurde Ende des 2. Jahrhunderts durch einen Brand zerstört. Sichtbar sind heute noch vor allem das Théâtre antique, das mit 116 Metern Durchmesser für rund 10.000 Besucher ausgelegt war.
Im Jahr 742 trafen sich in Vetus Pictavis Karlmann und Pippin, die Söhne des verstorbenen Karl Martell, und einigten sich hier auf eine Aufteilung des Erbes, die ihren Bruder Grifo nicht mehr berücksichtigte (Reichsteilung von Vieux-Poitiers).

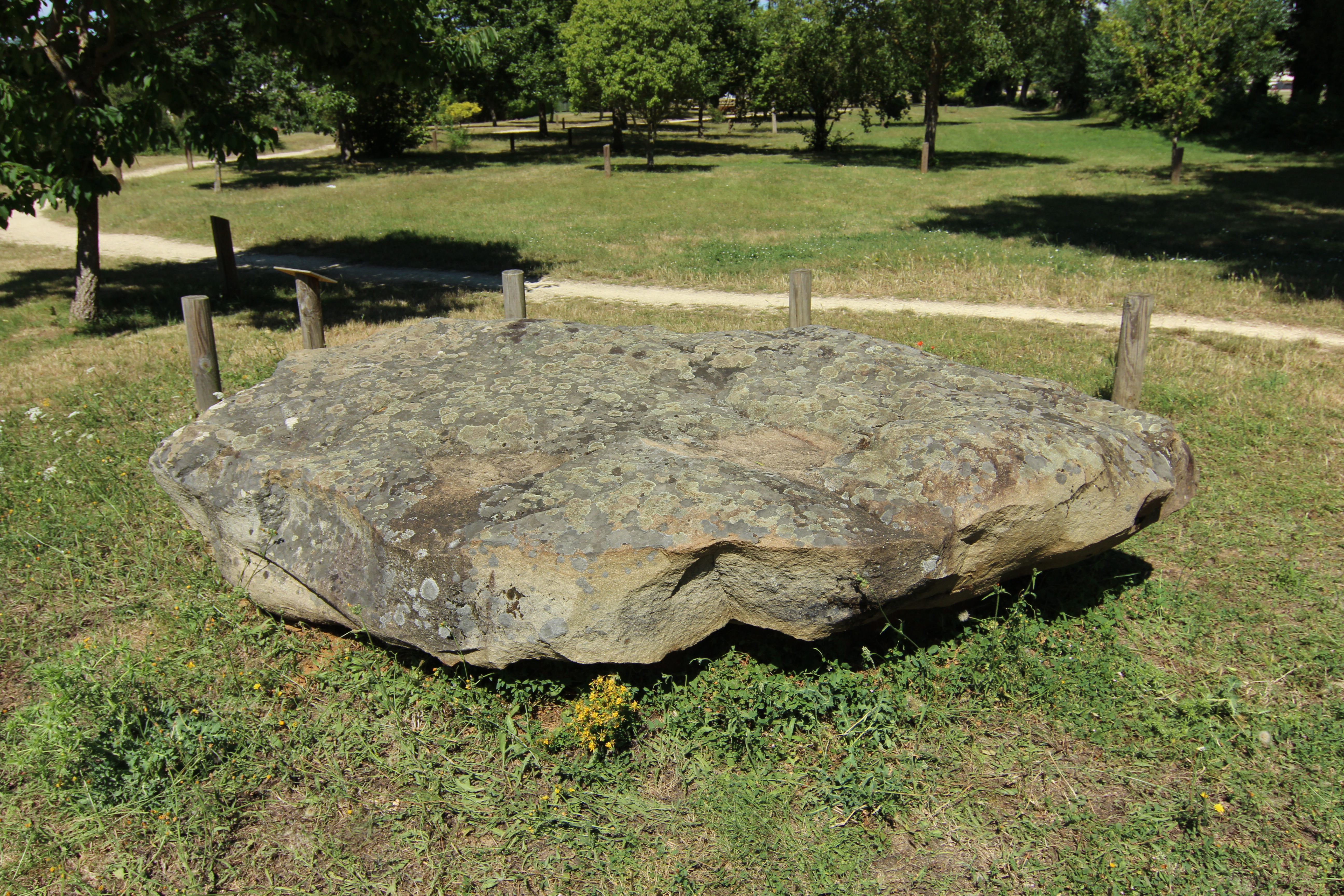
Menhir-Polissoir von Souhé

## Bevölkerungsentwicklung
| Jahr      | 1962 | 1968 | 1975 | 1982 | 1990 | 1999 | 2007 | 2016 |
| Einwohner | 2288 | 2430 | 3460 | 4236 | 4718 | 5293 | 5775 | 5889 |

## Sehenswürdigkeiten
Siehe auch: Liste der Monuments historiques in Naintré
- Gallo-römisches Theater von Vieux-Poitiers (Vetus Pictavis)
- Château de la Tour (14. Jahrhundert)

## Persönlichkeiten
- Rodolphe Salis (1851–1897), Kabarettist, Maler und Graphiker
- Fernand Augereau (1882–1958), Radrennfahrer